# Discourella woelkei
Discourella woelkei es una especie de arácnido del orden Mesostigmata de la familia Discourellidae.

## Distribución geográfica
Se encuentra en Brasil.